# Pilea umbriana
Pilea umbriana är en nässelväxtart som beskrevs av Ellsworth Paine Killip. Pilea umbriana ingår i släktet pileor, och familjen nässelväxter. Inga underarter finns listade i Catalogue of Life.